# رينجر
رينجر مسلسل أمريكي عُرض لأول مرة على شبكة سي دبليو التلفزيونية من 13 سيبتمبر 2011 إلى 17 أبريل 2012. بطل الفلم هي الممثلة سارة ميشيل غيلار، التي تلعب دور التوأمين بريدجت كيلي وشيفون.

## ملخص المسلسل
المصادفة وحدها تقود «بريدجت»، لتصبح شاهدة إثبات في جريمة قتل، إلا أنها تهرب من الشرطة لتسافر إلى نيويورك، وتقابل أختها التوأم الثرية «شيفون». بداية الأحداث مع قرار برديجت كيلي أن تتخلص من الإدمان، وتكافح من أجل تغيير حياتها للأفضل، وبعد مجهود كبير تقلع عن الإدمان في ستة أشهر فقط. تبدأ بريدجت في العودة إلى الحياة الطبيعية، ولكنها تصطدم بالواقع. فهي موضوعة قيد الحماية الفيدرالية تحت مراقبة فيكتور ماكادو، رجل الشرطة الذي أصر على تحقيق العدالة. بالرغم من ذلك تعرف بريدجات أن فيكتور لا يستطيع حمايتها بشكل كامل، لذلك تهرب دون علم أحد، حتى أقرب أصدقائها. ولاستغلال الوقت، تتصل بريدجت بأختها التوأم المماثل شيفون لتلتقي معها في نيويورك، وتتحدث معها للمرة الأولى منذ ستة أعوام. وشيفون فتاة ثرية للغاية، ومتزوجة من شخص شديد الوسامة، ولكن ليس لديه فكرة عن وجود بريدجيت. وخلال الأحداث تختفي شيفون بشكل مفاجئ، وهو الاختفاء الذي يبدو بهدف الاستقلال بحياتها، وهنا تهمّ بريدجت باتخاذ القرار المهم بانتحال شخصية أختها لتتوالى الأحداث بعد ذلك بشكل مثير.

## الشخصيات

### الرئيسية
سارة ميشيل غيلار
نيستور كاربونيل
إيوان جروفود

## جوائز
حصل خلال عرضه في الولايات المتحدة على جائزة النقاد لأفضل مسلسل إثارة وذلك عام 2011

## روابط اضافية
- رينجر على موقع IMDb (الإنجليزية)
- رينجر على موقع ميتاكريتيك (الإنجليزية)
- رينجر على موقع روتن توميتوز (الإنجليزية)
- رينجر على موقع كينوبويسك (الروسية)
- رينجر على موقع ألو سيني (الفرنسية)
- رينجر على موقع قاعدة بيانات الفيلم (الإنجليزية)